# Neoseiulus xizangensis
Neoseiulus xizangensis är en spindeldjursart som först beskrevs av Zhu och Chen 1985.  Neoseiulus xizangensis ingår i släktet Neoseiulus och familjen Phytoseiidae. Inga underarter finns listade i Catalogue of Life.